# Зубариха (Вологодская область)
Зубариха — упразднённая деревня в Бабушкинском районе Вологодской области.
Входила в состав сельского поселения Миньковское (до 2015 года входила в Юркинское сельское поселение), с точки зрения административно-территориального деления — в Юркинский сельсовет.
Расстояние по автодороге до районного центра села имени Бабушкина — 58 км, до деревни Юркино — 7 км. Ближайшие населённые пункты — Игрово, Свертнево, Юркино.
Население по данным переписи 2002 года — 1 человек. Деревня упразднена 4 сентября 2023 года.